# قرطم شجري
القرطم الشجري (باللاتينية: Carthamus arborescens) نوع نباتي ينتمي إلى جنس القرطم من الفصيلة النجمية.